# Тетрахлорид теллура
Тетрахлорид теллура — неорганическое соединение теллура и хлора с формулой TeCl4, светло-жёлтые кристаллы, реагируют с водой.

## Получение
- Действие хлора на теллур:

{\displaystyle {\mathsf {Te+2Cl_{2}\ {\xrightarrow {100^{o}C}}\ TeCl_{4}}}}
- Действие тионилхлорида на теллур в инертной атмосфере:

{\displaystyle {\mathsf {Te+2SOCl_{2}\ {\xrightarrow {600^{o}C}}\ TeCl_{4}+SO_{2}+S}}}

## Физические свойства
Тетрахлорид теллура образует светло-жёлтые кристаллы,
в расплаве — жёлтый, в пара́х — оранжево-красный.
В кристалле состоит из тетрамеров Te4Cl16.
Расплав является электролитом с ионами TeCl3+ и Te2Cl102—.
В пара́х состоит из мономеров.
Реагирует с водой, растворяется в хлористом водороде, бензоле, абсолютном спирте, хлороформе, толуоле, четырёххлористом углероде.
Не растворяется в сероуглероде.

## Химические свойства
- Реагирует с влагой из воздуха:

{\displaystyle {\mathsf {TeCl_{4}+H_{2}O\ {\xrightarrow {}}\ TeOCl_{2}+2HCl}}}
- Реагирует с водой:

{\displaystyle {\mathsf {TeCl_{4}+2H_{2}O\ {\xrightarrow {}}\ TeO_{2}+4HCl}}}
- Реагирует с щелочами:

{\displaystyle {\mathsf {TeCl_{4}+6NaOH\ {\xrightarrow {}}\ Na_{2}TeO_{3}+4NaCl+3H_{2}O}}}
- с хлоридами щелочных металлов образует гексахлоротеллураты:

{\displaystyle {\mathsf {TeCl_{4}+2KCl\ {\xrightarrow {}}\ K_{2}[TeCl_{6}]\downarrow }}}
- Проявляет свойства окислителя:

{\displaystyle {\mathsf {TeCl_{4}+H_{2}S\ {\xrightarrow {-77^{o}C}}\ TeCl_{2}+S+2HCl}}}

## Применение
- В органическом синтезе.